# کانیدین سولار
کانیدین سولار (انگلیسی: Canadian Solar) شرکت انرژی کانادایی است، که در سال ۲۰۰۱ تأسیس شد.